# Liste der botswanischen Außenminister
Diese Liste der botswanischen Außenminister listet alle botswanischen Außenminister seit 1966 auf.
| Antritt            | Abgang           | Außenminister                | Leben       | Partei                    | Regierung                                 |
| ------------------ | ---------------- | ---------------------------- | ----------- | ------------------------- | ----------------------------------------- |
| 30. September 1966 | 23. Oktober 1969 | Moutlakgola P. K. Nwako      | 1922 – 2002 | Botswana Democratic Party | Regierung Seretse Khama                   |
| 23. Oktober 1969   | März 1971        | Edison Masisi                | 1921 – 2003 | Botswana Democratic Party | Regierung Seretse Khama                   |
| März 1971          | 1974             | Bakwana Kgosidintsi Kgari    | 1921 – 1977 | Botswana Democratic Party | Regierung Seretse Khama                   |
| 1974               | 1984             | Archibald Mogwe              | 1921 – 2021 | Botswana Democratic Party | Regierung Seretse Khama, Regierung Masire |
| 1984               | 1994             | Gaositwe Kogakwa Tibe Chiepe | 1922 – 2025 | Botswana Democratic Party | Regierung Masire                          |
| 1994               | 1. April 2008    | Mompati Merafhe              | 1936 – 2015 | Botswana Democratic Party | Regierung Masire, Regierung Mogae         |
| 1. April 2008      | 31. Oktober 2014 | Phandu Skelemani             | * 1945      | Botswana Democratic Party | Regierung Ian Khama                       |
| 31. Oktober 2014   | 2018             | Pelonomi Venson-Moitoi       | * 1951      | Botswana Democratic Party | Regierung Ian Khama                       |
| 2018               | 2018             | Vincent T. Seretse           | * 1957      | Botswana Democratic Party | Regierung Ian Khama                       |
| 2018               | 26. August 2020  | Unity Dow                    | * 1959      | Botswana Democratic Party | Regierung Masisi                          |
| 26. August 2020    | 1. November 2024 | Lemogang Kwape               |             | Botswana Democratic Party | Regierung Masisi                          |
| 11. November 2024  | amtierend        | Phenyo Butale                |             |                           | Regierung Boku                            |